# 지미 카터
제임스 얼 “지미” 카터 주니어(영어: James Earl Carter, Jr., 1924년 10월 1일~2024년 12월 29일)는 미국의 제39대 대통령 (1977-81)을 지낸 미국의 정치인이다. 민주당 소속으로 1963년부터 1967년까지 조지아주 상원 의원, 1971년부터 1975년까지 조지아주의 76대 주지사을 지냈다. 카터는 100세까지 산 최초의 대통령으로 미국 역사상 가장 장수한 대통령이다.
카터는 조지아주 플레인스에서 태어나고 자랐다. 1946년 미국 해군사관학교를 졸업하고 미국 해군 잠수함에 승선했다. 카터는 군 복무를 마치고 고향으로 돌아와 가족의 땅콩 재배 사업을 되살렸다. 카터는 인종 분리 정책에 반대하며 성장하던 민권 운동을 지지했고, 민주당 내에서 활동가가 되었다. 1963년부터 1967년까지 조지아주 상원 의원으로 재직하였고, 1971년부터 1975년까지 조지아 주지사로 재직했다. 조지아 주 밖에서는 잘 알려지지 않은 다크호스 후보였던 카터는 민주당 후보로 지명되어 1976년 대선에서 공화당의 현직 대통령인 제럴드 포드를 상대로 신승했다.
카터는 취임 둘째 날 베트남 전쟁에서 병역을 기피한 모든 사람들을 사면했다. 에너지부와 교육부를 설립했으며, 에너지 절약, 가격 통제, 신기술을 포함한 국가 에너지 정책을 만들었다. 스태그플레이션에 대응하는 동시에 카터는 캠프 데이비드 협정, 파나마 운하 조약, 제2차 전략 무기 제한 협상을 성공적으로 추진했다. 하지만 임기 말에는 이란 인질 사태, 에너지 위기, 스리마일 섬 사고, 니카라과 혁명, 그리고 소련의 아프가니스탄 침공 등 위기가 이어졌다. 아프가니스탄 침공에 대응하여 카터는 데탕트 정책을 종식시키고 카터 독트린을 선포했으며, 소련에 곡물 금수조치를 부과하고, 1980년 모스크바 하계 올림픽에 대한 다국적 보이콧을 주도하여 냉전을 확대했다. 카터는 1980년 민주당 전당대회에서 도전자 에드워드 M. 케네디를 물리쳤지만, 1980년 미국 대통령 선거에서는 공화당 후보인 로널드 레이건에게 큰 차로 패배했다. 연방대법원 대법관을 임명하지 못하고 임기를 마친 유일한 대통령이다.
카터 대통령은 대통령직에서 물러난 뒤 인권 증진을 위해 카터 센터를 설립하고 비영리 주택 기구인 해비타트 운동의 주요 직책을 맡았으며, 2002년에 관련된 업적을 인정받아 노벨 평화상을 수상했다. 평화 협상을 중재하고, 선거를 감시하고, 전염병을 근절하기 위해 여러 국가들을 여행했다. 정치적 회고록에서 시에 이르기까지 다양한 책을 썼으며, 이스라엘-팔레스타인 갈등에 관한 두 권의 책을 포함하여 세계 문제에 대한 논평도 계속했다. 역사학자와 정치학자들의 여론 조사에서는 대체로 카터 대통령을 평균 이하의 대통령으로 평가하지만, 학자와 대중은 미국 역사상 가장 길었던 대통령 퇴임 후 기간에 대해서는 보다 긍정적인 평가를 내리고 있다.

## 유년 생활
1924년 10월 1일 어머니가 간호사로 일하던 조지아주 플레인스의 와이즈 요양소에서 태어났다.  이로써 카터는 병원에서 태어난 최초의 미국 대통령이 되었다.  조지아에서는 카터 가문은 여러 세대 동안 면화 농부로 일했다.  카터가 태어났을 당시 플레인스는 인구 600명이 사는 신도시였다. 아버지는 만물상을 운영하고 농장에 투자한 성공적인 지역 사업가로  제1차 세계 대전 중에 미국 육군 병참단에서 예비군 소위로 복무했다. 
카터의 유아 시절에 그의 가족은 여러 번 이사를 하여 근처 아처리의 비포장 도로에 정착했는데, 그곳은 거의 대부분이 빈곤한 아프리카계 미국인 가족들로 구성되어 있었다.   글로리아, 루스, 빌리 세 자녀를 더 낳았다.  카터는 어린 시절 어머니가 긴 시간 일했기 때문에 종종 집을 비웠지만 부모님과 잘 지냈고, 아버지는 확고한 인종 분리 지지자 였지만 지미가 흑인 농장 노동자의 아이들과 친구가 되도록 허용했다.  아버지로 부터 1에이커를 받아 그곳에서 땅콩을 재배하고 포장하고 판매하는 등 10대에 기업가의 면모를 보였다. 

### 교육
카터는 1937년부터 1941년까지 플레인스 고등학교에 다녔으며 당시 학교에 12학년이 없었기 때문에 11학년에 졸업했다.  그 당시 아처리와 플레인스 지역은 대공황으로 인해 빈곤에 빠져 있었지만 가족은 뉴딜 농업 보조금으로 혜택을 받았고 카터의 아버지는 지역 지도자로 자리를 잡았다.   카터 자신은 독서를 좋아하는 근면한 학생이었다. 
카터는 오랫동안 미국 해군사관학교에 진학하는 것을 꿈꿔왔다.  1941년에 그는 조지아주 아메리쿠스 근처에 있는 조지아 사우스웨스턴 주립대학에서 공학 학부 과정을 시작했다.  다음해에 카터는 시민권 운동의 상징인 블레이크 반 리어가 총장으로 재직하고 있던 애틀랜타의 조지아 공과대학으로 편입했다.  조지아 공대에 재학하는 동안 카터는 예비역 장교 훈련단에 참여했다.  1943년에 그는 미국 대표 스티븐 페이스 로부터 해군사관학교에 임명되었고, 카터는 1946년에 이학사 학위를 받았다.   그는 좋은 학생이었지만 신입생에 공격적이전 사관학교 문화와는 대조적으로 내성적이고 조용한 학생으로 여겨졌다.  아카데미에 다니는 동안 카터는 여동생 루스의 친구인 로잘린 스미스와 사랑에 빠졌다.  두 사람은 1946년 카터의 졸업 직후 결혼했으며 2023년 11월 19일 그녀가 사망할 때까지 결혼 생활을 이어갔다.   1947년 졸업반 821명의 해군생도 중 60위로 이학 학위를 취득하고 소위로 임관했다. 

## 해군 경력

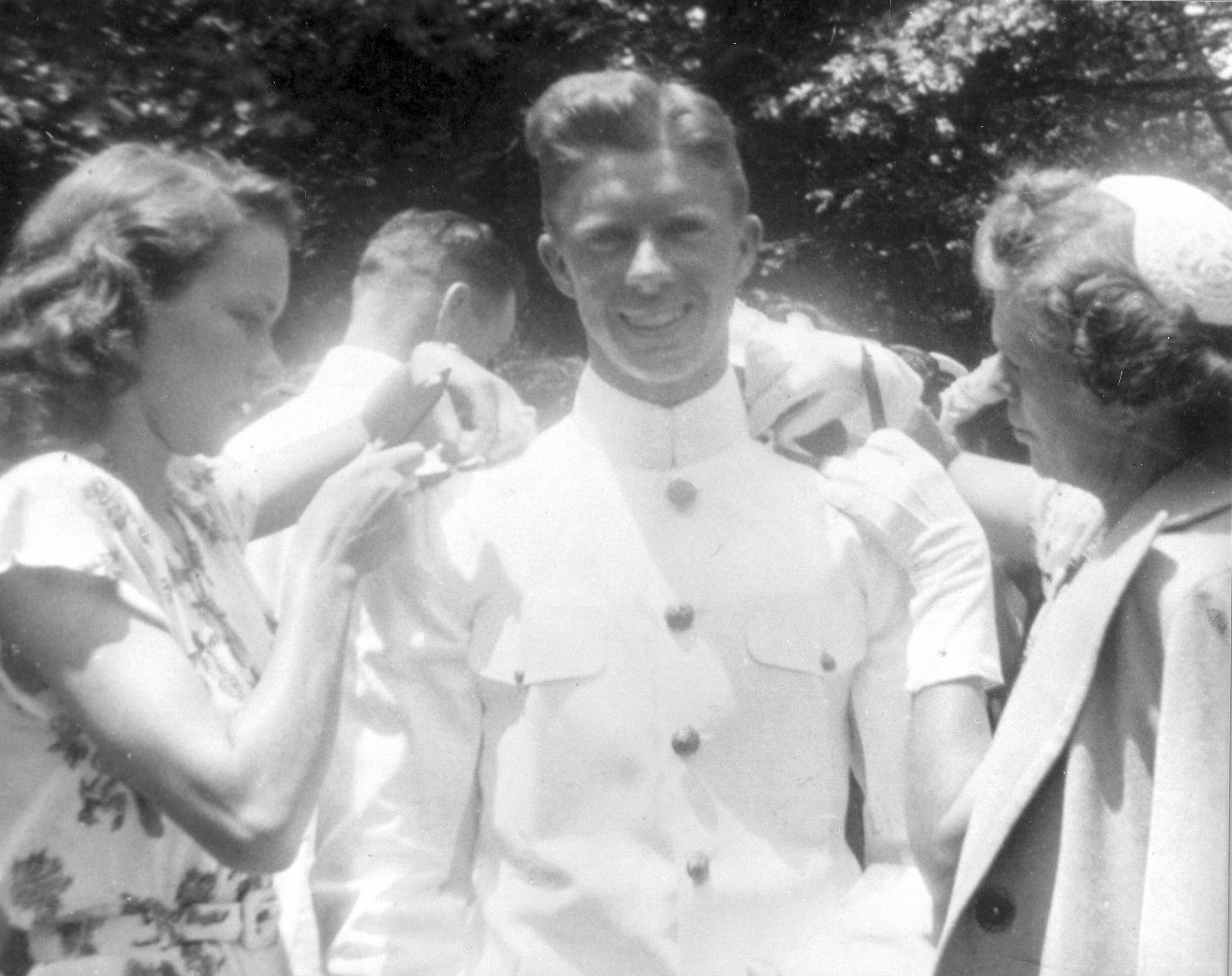
1946년 6월 5일 메릴랜드주 애너폴리스에서 열린 미국 해군사관학교 졸업식에서 어머니와 로잘린 스미스랑 함께 있는 카터

1946년부터 1953년까지 카터 부부는 대서양 과 태평양 함대에 배치되어 버지니아, 하와이, 코네티컷, 뉴욕, 캘리포니아에 거주했다.  1948년 잠수함 임무를 위한 장교 훈련을 시작하며 USS 폼프렛에서 복무했다.  1949년에 중위로 진급했고 그해 1월부터 3월까지 서부 태평양과 중국 연안에 대한 순찰에 동승했다.  1951년 카터는 디젤/전기 잠수함인 USS K-1 (SSK-1)에 배치되어 행정 책임자를 포함한 여러 직책을 역임했다. 
1952년 12월 12일, 캐나다 원자력공사의 초크리버 연구소에 있는 실험용 NRX 원자로에서 사고가 발생하여 원자로가 부분적으로 녹아내렸고, 수백만 리터의 방사성 물이 원자로 건물 지하에 범람해 원자로의 핵심이 파괴되었다.  카터는 다른 미국 및 캐나다 군인들과 합류하여 원자로 정지를 돕기 위해 미국 유지 보수팀을 이끌기 위해 초크리버로 파견되었다.  고장난 원자로를 분해하는 동안 방사능에 노출되는 것을 최소하기 위해 각 팀원이 보호 장비를 착용하고 한 번에 90초씩 개별적으로 원자로 안으로 내려가야 했다. 카터는 나사 하나를 돌리는 일을 맡았다.  카터는 초크 리버에서의 경험이 원자력에 대한 자신의 견해를 형성했으며 중성자 폭탄 개발을 중단하게 하는데 영향을 미쳤다고 말했다. 
1953년 3월, 카터는 미국의 두 번째 핵잠수함으로 계획되었던 USS 시울프에 탑승하기 위해 스케넥터디에 있는 유니언 칼리지 에서 원자력 발전소 운영에 관한 6개월 과정을 시작했다.  하지만 시울프의 건조가 시작되기 두 달 전인 7월에 아버지가 췌장암으로 사망하자 가족의 땅콩 사업을 이어받기 위해 제대하게 된다.   스케넥터디 생활에 익숙해지고 있던 로잘린은   플레인스의 소도시 생활로 돌아가는 것이 "엄청난 퇴보"처럼 보였다고 말했다.  카터는 1953년 10월 9일에 현역에서 물러났다.   1961년까지 해군 예비군에서 복무했으며 대위 계급으로 군을 떠났다.  카터는 장교로서 미국 전역 훈장, 제2차 세계 대전 승전 훈장, 중화민국 봉사 훈장, 국가 방위 봉사 훈장을 부여받았으며,  잠수함 장교로서 그는 또한 잠수함 휘장을 획득했다. 

## 농업
부채 정산과 부친의 유산이 상속인들 사이에서 분배된 후, 지미는 비교적 적은 재산을 상속받았다.  그와 로잘린, 그리고 세 아들은 1년 동안 플레인스의 공공주택에서 생활했다. 카터는 과학 및 기술 분야에 대한 지식이 풍부했던 카터는 가족의 땅콩 재배 사업을 확장하기로 결심한다.  해군에서 농업 사업가로의 전환은 쉽지 않았고, 첫해 수확은 가뭄으로 실패하면서 농장을 유지하기 위해 여러 은행에서 대출을 받아야 했다.  그동안 그는 농업 수업을 들었고, 로잘린은 회계를 배워 사업 장부를 관리했다. 첫해에는 간신히 손익분기점을 맞췄지만, 카터 부부는 사업을 성장시키며 상당한 성공을 거두었다. 

## 초기 정치 경력 (1963–1971)

### 조지아 주 상원의원 (1963–1967)
1954년 미국 대법원이 브라운 대 교육위원회 사건  에서 인종 분리 정책에 반하는 판결을 내리자 플레인스에서 인종적 긴장이 고조되자 카터는 인종적 관용과 통합을 지지했지만 적을 만들지 않기 위해 . 1961년까지 카터는 침례교회 회원이자 섬터군 학교 위원회 위원장으로서 인종 통합에 대해 더욱 두드러지게 말하기 시작했다.   1962년 카터는 선거 15일 전에 조지아 주 상원 의원 보궐 선거 출마할 것을 발표했다.  정치와 조직에 대한 감각이 뛰어난 로잘린은 선거 운동 과정에서 중요한 역할을 했다. 초기 투표개표 결과 카터가 상대 후보인 호머 무어보다 뒤진 것으로 나타났지만, 이는 나중에 키트먼군 민주당 위원장인 조 허스트가 조직한 부정 투표로 인한 결과임이 밝혀졌다. 카터가 선거 결과에 이의를 제기하자 이후 또 다른 선거가 실시되었고 카터는 무어를 상대로 3,013 대 2,182표 차이로 유일한 민주당 후보로 승리했다. 
의원으로 취임했을 때는 민권 운동이 한창 진행 중이었다. 카터는 처음에는 이 문제로 인해 지역이 크게 분열되는 상황에서도 분리주의 동료들을 멀어지게 하지 않기 위해 비교적 조용한 태도를 유지했다. 그러나 그는 몇 가지 논쟁적인 문제에 대해서는 목소리를 냈으며, 문자 해독 시험에 반대하는 연설과 종교 실천을 강요하는 의미가 내포되어 있다고 판단한 조지아주 헌법 개정안에 반대하는 연설을 했다. 임기 2년 차에 주 민주당 집행위원회에 진출한 카터는 주(州)당의 당규 개정에 참여했다. 이후 연방 및 주 정부 보조금이 역사 유적 복원과 같은 프로젝트에 분배되는 것을 감독하는 서중부 조지아 기획 및 개발 위원회(West Central Georgia Planning and Development Commission) 위원장으로 선출되었다. 
1964년 보 캘러웨이가 미국 하원의원으로 선출되자, 카터는 즉시 그에게 도전할 계획을 세우기 시작했다. 두 사람은 이전에 어느 2년제 대학을 주(州)에서 4년제 대학으로 확장할 것인가를 두고 충돌한 바 있었다. 카터는 공화당으로 당적을 변경한 캘러웨이를 자신이 경멸하는 정치적 요소들을 대표하는 경쟁자로 보았다.  카터는 주 상원에서 2년 임기의 2번째 임기로 재선되었으며  임기 말에 교육 위원회 의장을 맡았고 예산 위원회에 참여했다. 주 전체 교육 자금을 확대하고 조지아 사우스웨스턴 주립대학에 4년제 프로그램을 도입하는 법안에 기여했다. 그는 지역 계획 업무를 활용해 지역 곳곳에서 연설을 하며 잠재적 유권자들에게 자신을 더 잘 알리려고 노력했다. 카터는 임기 마지막 날 하원 의원 출마를 선언했으나  캘러웨이가 대신 주지사 선거에 출마하기로 결정했자  카터는 마음을 바꾸어 주지사 선거에 출마하기로 결정했다. 

### 1966년과 1970년 주지사 선거 출마
1966년 주지사 선거에서 카터는 민주당 예비선거에서 자유주의 성향의 전 주지사 엘리스 아널 과 보수주의적 인종 분리주의자인 레스터 매독스와 경쟁했다. 기자 회견에서 그는 자신의 이념 성향을 "보수적, 온건적, 자유주의적, 중도적"이라고 설명했다.  그는 3위로 예비선거에서 진 카터는 농업 사업에 복귀하여 다음 캠페인을 신중하게 계획했다. 이 기간은 카터에게 영적인 전환점이었다. 그는 자신을 거듭난 그리스도인으로 선언했고 마지막 아이인 에이미가 태어났다.  
1970년 주지사 선거에서 진보 성향의 전직 주지사 칼 샌더스가 민주당 경선에서 카터의 주요 경쟁자로 떠올랐다. 카터는 인쇄 그래픽과 통계 분석을 활용하는 등 더 현대적인 선거운동을 펼쳤다. 여론에 대응해 그는 이전보다 보수적인 입장을 취하며 자신을 포퓰리스트 후보로 내세웠고, 샌더스의 부유함과 민주당 전국위원회와 의 연계를 비판했다. 또한 샌더스를 부패 혐의로 비난했지만, 언론이 증거를 요구하자 이를 제시하지 못했다. 1970년 주지사 선거에서 자유주의 성향의 전 주지사 칼 샌더스가 민주당 예비선거에서 카터의 주요 상대가 되었다.   카터는 마틴 루터 킹 주니어와 앤드류 영 등 주요 흑인 인사들을 만나고 흑인이 소유한 많은 사업체를 방문하는 동시에 월러스를 칭찬하고 조지아에서 연설을 하도록 초대하겠다고 약속하는 등 선거운동 내내 흑인 유권자 뿐만 아니라 앨라배마 주의 유명한 인종차별주의자 조지 월러스를 지지했던 유권자를 모두 확보하고자 노력했다. 카터의 인종차별 성향 유권자들에 대한 구애는 시간이 지날수록 더욱 노골적으로 변했으며, 그의 선거운동 고위 보좌관들은 샌더스가 흑인 농구 선수들과 함께 축하하는 사진을 배포하기도 했다.  
9월 1차 투표에서 카터는 샌더스보다 49% 대 38%로 앞서 결선 투표로 이어졌다. 이후의 캠페인은 더욱 격렬했다. 카터는 초기에는 시민권을 지지했지만, 인종차별에 대한 호소력이 커졌고, 샌더스가 마틴 루터 킹 목사 지지한다고 비판했다. 카터는 60%의 득표율로 결선 투표에서 승리했고, 공화당 후보 핼 슈트를 상대로 본선에서 승리했다. 카터는 주지사에 당선된 후 입장을 바꾸어 조지아의 인종 차별 정치에 반대하는 발언을 하기 시작했다. 흑인 주 상원의원인 리로이 존슨은 카터에 대한 지지를 표명했다. "저는 그가 왜 그런 종류의 극우적 캠페인을 벌였는지 이해합니다. 인종차별주의자가 되지 않고는 이 주에서 이길 수 없다고 믿다." 

## 조지아 주지사 재임 (1971–1975)

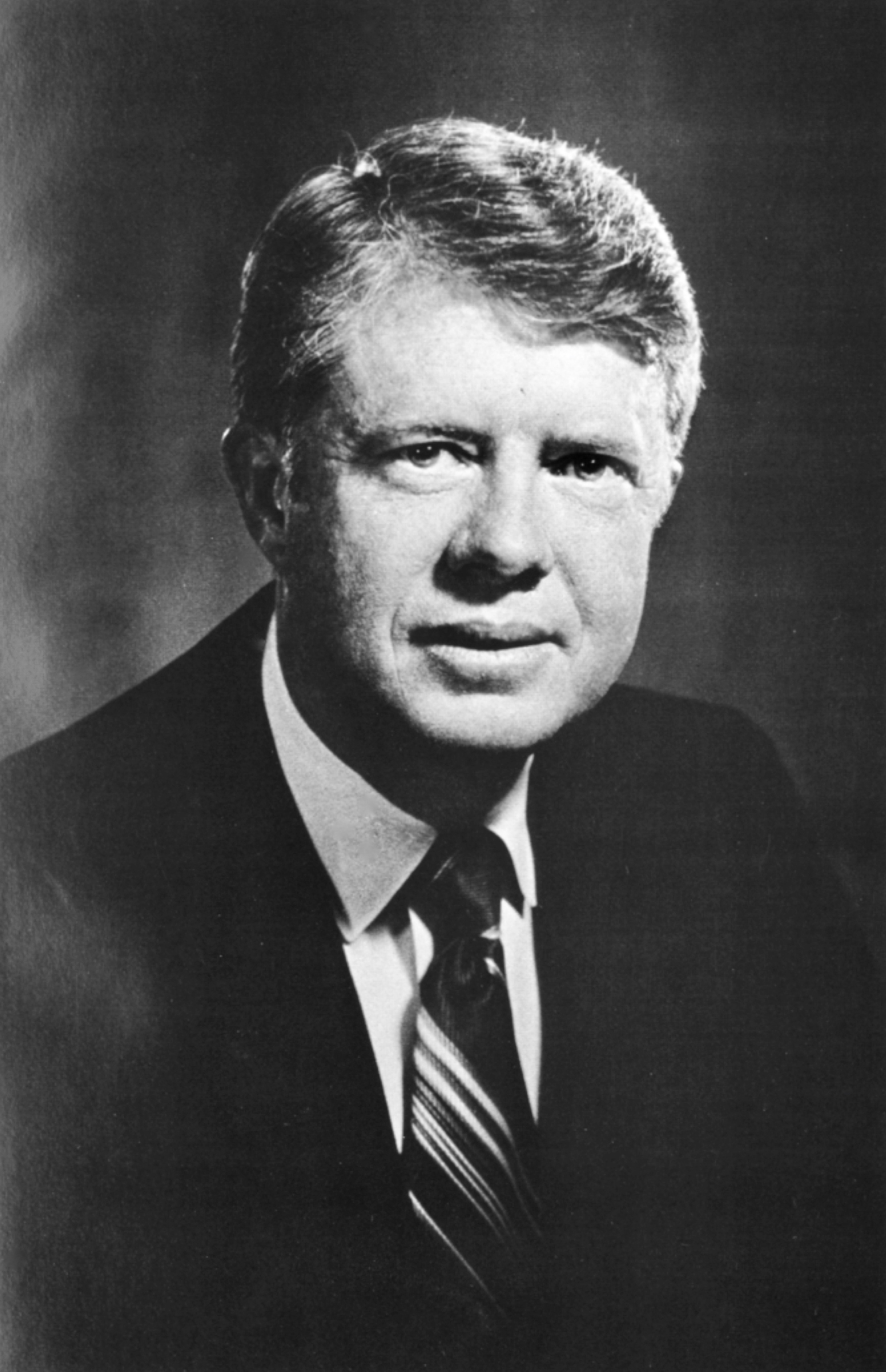
1971년 조지아 주지사 시절 카터의 공식 사진

카터는 1971년 1월 12일 조지아주의 76대 주지사로 취임했다. 취임 연설에서 그는 "인종 차별의 시대는 끝났다"고 선언했고  군중을 충격에 빠뜨렸으며 경선 기간 동안 그를 지지했던 많은 분리주의자들에게 배신감을 느끼게 했다. 카터는 동료 정치인들과 교류하기를 꺼려했기 때문에 의회에서 인기가 없었다.   그는 1972년 1월에 개편 계획을 제출하여 주지사의 권한을 확대했다. 처음에는 의회에서 차가운 반응을 얻었음에도 불구하고 이 계획은 회기 마지막 날 자정에 통과되었다.  카터는 약 300개의 주 정부 기관을 22개로 통합했지만 그로 인해 주 정부가 비용을 절감했는지 여부는 논란이 있다.  1971년 7월 8일 조지아주 콜럼버스에서 열린 연설에서 폭력에 문제를 해결하기 위해 조지아 인권 위원회를 설립하겠다는 의사를 밝혔다. 
1971년 7월 13일 기자회견에서 카터는 1972 회계연도 말까지 5,700만 달러의 적자를 방지하기 위해 각 부서장에게 지출을 줄이도록 지시했다고 발표했다. 그는 모든 주 정부 부서가 영향을 받을 것이며, 부서들이 할당된 예산을 완전히 사용할 경우 정부 수입의 5%가 손실될 것으로 추산했다.  1972년 1월 13일, 그는 주 의회에 유아 발달 프로그램과 교도소 개혁 프로그램에 대한 예산을 지원할 것을 요청했으며, 주 정부 직원 대부분에게 지급될 4,800만 달러(2023년 기준 약 3억 4,963만 달러)의 세금 지원을 제안했다. 
1972년 3월 1일, 카터는 법무부가 하원이나 상원의 재분할 계획을 거부할 경우 총회 특별회의를 소집할 수도 있다고 말했다.  그는 의회에서 여러 개혁안을 추진해, 조지아의 부유층과 빈곤층의 학교에 동등한 국가 지원금을 제공하고, 정신 장애 아동을 위한 지역 센터를 설립하고, 수감자를 위한 교육 프로그램을 확대했다.  또한 환경 운동가의 의견을 따라 조지아주 플린트 강에 댐을 건설하는 계획에 거부권을 행사했다.  

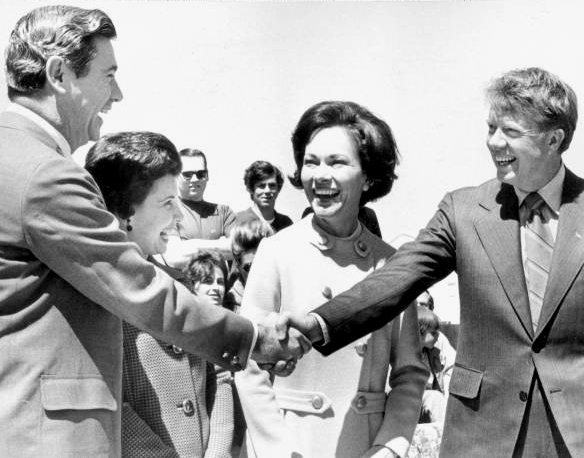
1971년 이후 미국 무역대표가 되는 당시 플로리다 주지사 루빈 애스큐와 그의 부인을 맞이하는 카터

카터는 인권 문제를 최우선 과제로 삼았으며, 흑인 주 정부 직원 수를 늘리고 조지아 주 의사당에 저명한 흑인 지도자 세 사람, 마틴 루서 킹 주니어, 루시 크래프트 레이니, 헨리 맥닐 터너의 초상화를 추가로 걸었다. 이로 인해 쿠 클럭스 클랜의 분노를 샀다.  그는 1973년 1월 31일 플로리다 주지사 루빈 아스큐와의 공동 TV 출연에서 학교 통합을 촉진하기 위한 버싱(busing, 학생들을 다른 학군으로 이동시키는 정책)을 금지하는 헌법 개정을 지지했으며, 1971년 전국 주지사 회의에서 조지 월리스와 함께 반(反)버싱 결의안을 공동 발의했다.   1972년 미 연방대법원이 퍼맨 대 조지아 사건에서 조지아주의 사형제도를 위헌으로 판결한 후, 카터는 판결을 반영한 사형제도 개정안을 승인해 주(州) 내 사형 집행을 재도입했다. 그러나 그는 나중에 "그 당시에는 지금처럼 사형 제도의 부당함을 보지 못했다." 며 사형제도를 지지한 것을 후회했다. 
법에 따라 재선이 불가능했던 카터는 대선 출마를 고려하며 전국 정치에 개입했다. 그는 여러 남부 지역 계획 위원회에 임명되었으며, 1972년 민주당 전당대회 대의원이기도 했는데, 당시 자유주의 성향의 미국 상원의원 조지 맥거번이 후보로 지명될 가능성이 컸다. 카터는 보수층과 맥거번에 반대하는 유권자들의 호감을 사려고 노력했다. 그는 당시에는 상당히 알려지지 않았 던 터라 대선 후보가 되는 데 실패했다.   8월 3일, 카터는 민주당이 패배하는 것을 막기 위해 앨라배마주 버밍햄에서 월리스를 만났지만  결국 패배하고 말았다. 
카터는 선거 운동원들과 정기적으로 만나 1976년 대선 출마를 위한 준비를 하기로 결정했다. 그는 자신의 인지도를 높이기 위해 전국 주지사 협회 회장이 되려고 노력했지만 실패했다. 데이비드 록펠러의 지지로 그는 1973년 4월 삼국위원회 위원으로 임명되었다. 그 다음해에 그는 민주당 전국위원회의 의회 및 주지사 선거 캠페인 위원장으로 임명되었다.  1973년 5월 카터는 워터게이트 사건을 정치화하지 말라고 자신의 당에 경고했는데,  그는 이것이 리처드 닉슨 대통령의 미국인들로부터의 고립과 비밀스러운 의사결정에 기인한다고 말했다. 

## 대통령 재임

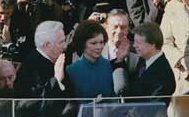
취임식을 올리는 카터

1976년 미합중국 제39대 대통령 선거에 민주당 후보로 출마하여 도덕주의 정책을 내세워서 많은 지지를 받았으며 제럴드 포드 대통령을 누르고 당선되었다.
카터 대통령은 에너지 개발을 촉구했으나 공화당의 반대로 무산되었다.

### 외교 정책

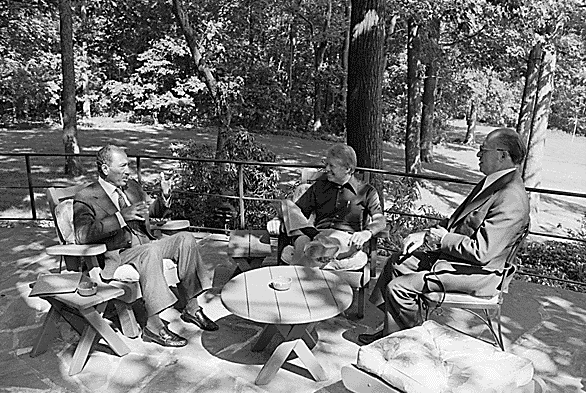
캠프데이비드에서 사다트와 베긴과 함께

카터는 이집트와 이스라엘을 조정하여 캠프 데이비드에서 안와르 사다트 대통령과 메나헴 베긴 수상과 함께 중동 평화를 위한 캠프데이비드 협정을 체결했다. 이것은 공화당과 미국의 유대인 단체의 반발을 일으켰다. 그러나 1979년, 양국 간의 평화조약이 백악관에서 이루어졌다.
소련과 제2차 전략 무기 제한 협상(SALT II)에 조인했다.
카터는 1970년대 후반 당시 대한민국 등 인권 후진국의 국민들의 인권을 지키기 위해 노력했으며, 취임 이후 계속해서 도덕정치를 내세웠다.
임기 말, 소련의 아프가니스탄 침공 사건으로 인해 1980년 하계 올림픽에 반공국가들의 보이콧을 하였다.
그는 주이란 미국 대사관 인질 사건의 인질 구출 실패로 인한 원인으로, 1980년 제40대 대통령 선거에서 공화당의 로널드 레이건에게 패배하며 재선에 실패하였다.

### 대한민국과의 관계
지미 카터는 대한민국과의 관계에서도 중요한 영향을 미쳤던 대통령 중 하나다. 인권 문제와 주한미군 철수 문제로 한때 한미 관계가 불편하기도 했다. 1978년 대한민국에 대한 조선민주주의 인민공화국의 위협에 대비해 한미연합사를 창설하면서, 1982년까지 3단계에 걸쳐 주한미군을 철수하기로 했다. 그러나 주한미군사령부와 정보기관·의회의 반대에 부딪혀 주한미군은 완전철수 대신 6,000명을 감축하는 데 그쳤다. 또한 박정희 정권의 인권 문제 등과의 논란으로 불협화음을 냈으나, 1979년 6월 하순, 대한민국을 방문했는데 관계가 다소 회복되었다.
1979년~1980년 대한민국의 정치적 격변기 당시의 대통령이었던 그는 이에 대해 애매한 태도를 보였고, 이는 후에 대한민국 내에서 고조되는 반미 운동의 한 원인이 됐다. 10월 26일, 박정희 대통령이 김재규 중앙정보부장에 의해 살해된 것에 대해 그는 이 사건으로 큰 충격을 받았으며, 사이러스 밴스 국무장관을 조문사절로 파견했다. 12·12 군사 반란과 5.17 쿠데타에 대해 초기에는 강하게 비난했으나, 미국 정부가 신군부를 설득하는데, 한계가 있었고 결국 묵인하는 듯한 태도를 보이게 됐다.

## 퇴임 이후

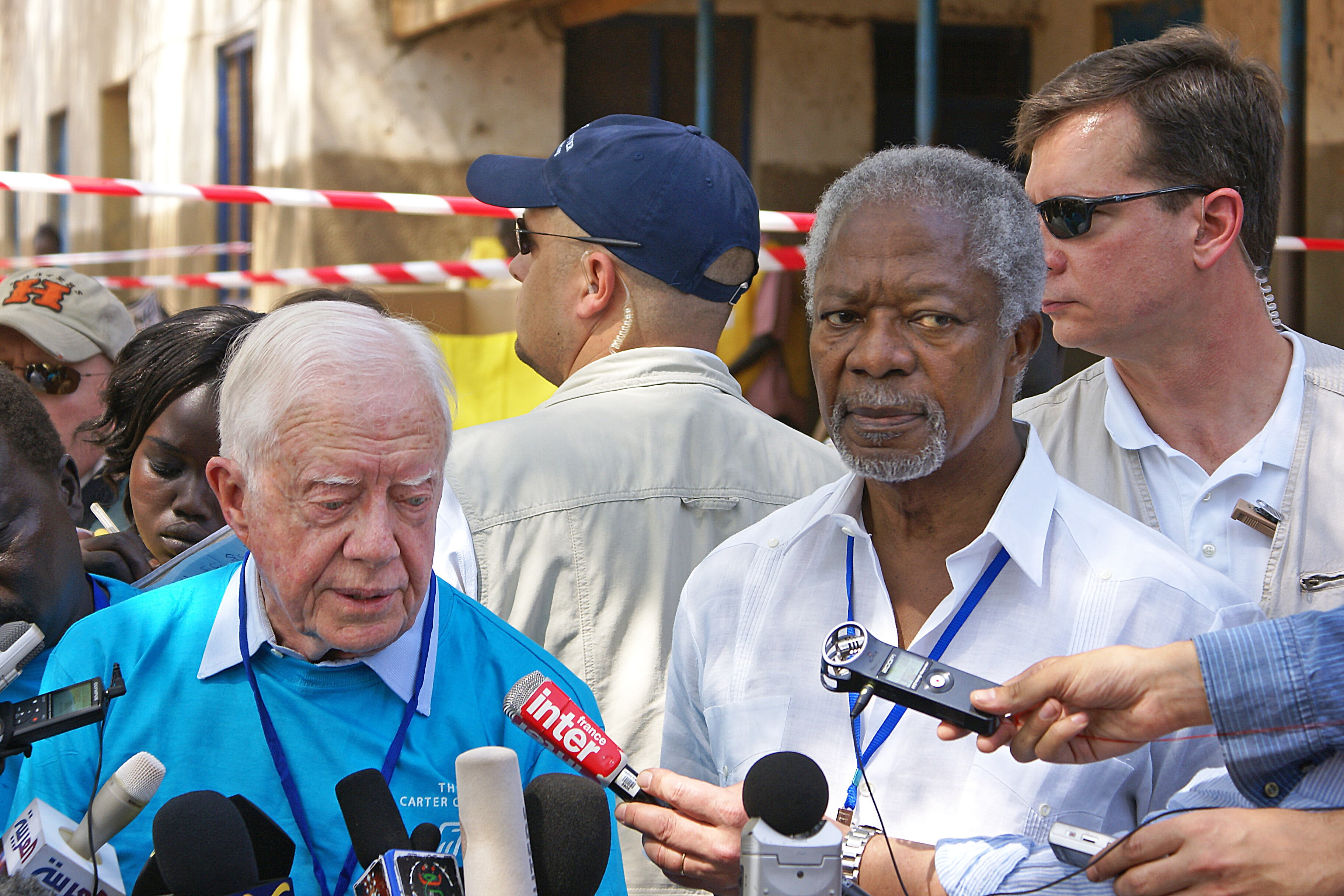
2011년 남수단 독립 국민투표에 업저버 사절단을 지도한 카터

퇴임 이후 민간 자원을 적극 활용한 비영리 기구인 카터 재단을 설립한 뒤 민주주의 실현을 위해 제 3세계의 선거 감시 활동 및 기니 벌레에 의한 드라쿤쿠르스 질병 방재를 위해 힘썼다. 미국의 빈곤층 지원 활동, 사랑의 집짓기 운동, 국제 분쟁 중재 등의 활동도 했다.
카터는 카터 행정부 이후 미국이 북핵 위기, 코소보 전쟁, 이라크 전쟁과 같이 미국이 군사적 행동을 최후로 선택하는 전통적 사고를 버리고 군사적 행동을 선행하는 행위에 대해 깊은 유감을 표시 하며 미국의 군사적 활동에 강한 반대 입장을 보이고 있다.
특히 국제 분쟁 조정을 위해 북한의 김일성, 아이티의 세드라스 장군, 팔레인스타인의 하마스, 보스니아의 세르비아계 정권 같이 미국 정부에 대해 협상을 거부하면서 사태의 위기를 초래한 인물 및 단체를 직접 만나 분쟁의 원인을 근본적으로 해결하기 위해 힘썼다. 이 과정에서 미국 행정부와 갈등을 보이기도 했지만, 전직 대통령의 권한과 재야 유명 인사들의 활약으로 해결해 나갔다.
1978년에 채결된 캠프데이비드 협정의 이행이 지지부진 하자 중동 분쟁 분제를 해결하기 위해 1993년 퇴임 후 직접 이스라엘과 팔레인스타인의 오슬로 협정을 이끌어 내는 데도 성공했다.

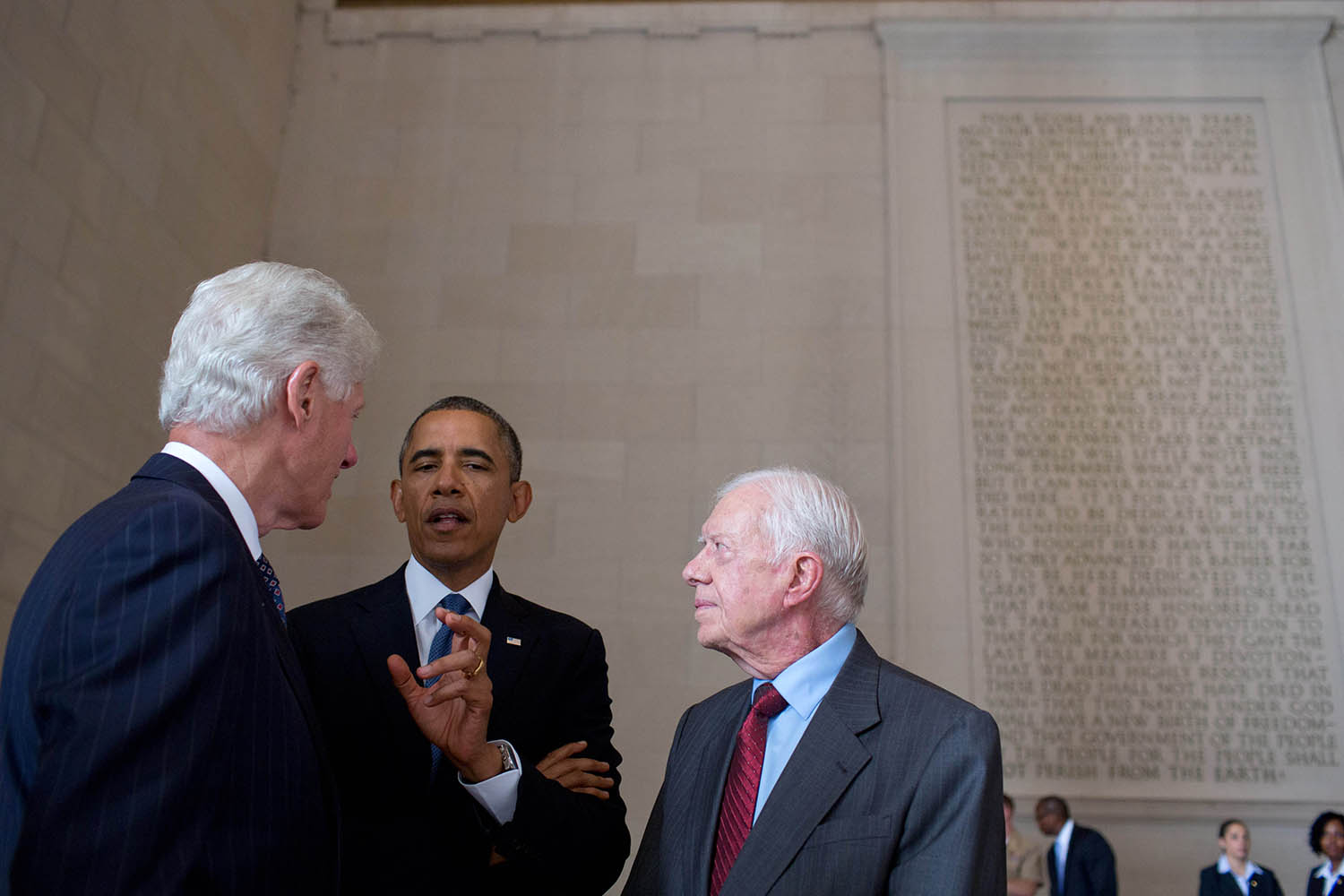
워싱턴 행렬 50주년을 맞는 날 빌 클린턴, 버락 오바마 대통령과 함께 (2013년)

1993년 1차 북핵 위기 당시 북한에 대한 미국의 군사적 행동이 임박했으나, 미국 전직 대통령으로는 처음으로 북한을 방문하고 미국과 북 양국의 중재에 큰 기여를 해 위기를 해결했다는 평가를 받았다. 또한 이 때는 김영삼 대통령과 김일성 주석의 만남을 주선했다. 하지만 그로부터 수주일 후 김일성이 갑자기 사망하였으므로 김일성과 김영삼 정상회담은 이루어지지 못했다.
미국의 관타나모 수용소 문제, 세계의 인권문제에서도 관심이 깊어 유엔에 유엔인권고등판무관의 제도를 시행하도록 노력하여 독재자들의 인권 유린에 대해 제약을 하고, 국제형사재판소를 만드는데 기여하여 독재자들 같은 인권유린범죄자를 재판소로 회부하여 국제적인 처벌을 받게 하는 등 인권 신장에 크나 큰 기여를 했다.
2011년 4월 26일부터 29일까지 북한을 3일간 방문했다.
2014년 12월, 통합진보당 이석기 전 의원의 유죄판결에 대해 우려하는 내용의 성명서를 한국 대법원에 발송했다.
2020년에는 28년만에 대통령 선거에서 고향 조지아 주에서 민주당이 승리하는 기쁨을 맛봤다.
2021년 1월 20일에 행할 예정인 조 바이든의 대통령 취임식에는 불참을 결정했다. 불참 이유를 명확히 밝히지는 않았지만 코로나19의 유행에 따른 방역 지침을 지키기 위해서로 보인다고 발혔는데 그 대신, 바이든의 대통령 취임을 축하하는 메시지를 보냈다.
2015년 간 종양이 발견되어 수술을 받아서 좋은 결과가 나오긴 했으나 암이 다른 장기로 전이된 것이 발견되어 수술을 받을 예정이라 한다. 암은 흑색종으로 진단되었으며 간에서 종양이 2.5cm 절제되었다. 허나 암이 뇌에 전이된 것이 발견되었고, 2015년 8월 20일(현지시간) 오후에 첫 방사능 치료를 했다.
그런데 그가 암을 이겨낸 지 불과 2주 만에 그의 손자인 제레미 카터가 사망했다는 비보를 듣게 되었다. 수면 중 심장마비로 고통없이 사망했으며 심장병에 걸린 원인은 아직 밝혀지지 않았다.
2022년 10월 1일, 98번째 생일을 맞이했으며 고향인 조지아주 플레인스의 땅콩 축제에 참가했다.
2023년 2월 18일 지미 카터 전 대통령이 연명치료를 중단하고 자택에서 호스피스 간병에 들어갔다는 지미 카터 센터의 성명이 발표되었다. 피부암의 일종인 흑색종 진단을 받고 그동안 자택에서 투병 중이었으며 현재는 암세포가 뇌와 간 등으로 전이되어 더 이상의 연명치료를 포기하고 남은 시간은 가족들과 함께 보낼 것이라고 한다. 호스피스 케어는 보통 만성질환이나 불치병으로 투병하는 시한부 환자들이 사망하기 전에 거치는 과정이기에 이제 그의 삶도 오래 남지 않았다고 할 수 있다. 민주당의 동지이자 정치적 후배인 조 바이든 역시 이 소식을 접했다고 한다.
그의 손자인 조시 카터는 8월 19일에 언론과의 인터뷰에서 "할아버지가 '마지막 장'에 들어섰다"라고 말했다. 그러나 카터는 2015년 당시에도 뇌암이 4기까지 진행되었으나 끝내 완치했었고 8년이 지난 현재는 그보다 더 나이가 든 만큼 카터가 곧 사망할 것이라고 속단하기는 이르다.

## 같이 보기
- 주한 미군의 철수
- 한반도 평화협정

## 역대 선거 결과
| 선거명      | 직책명        | 대수 | 정당   | 득표율 | 득표수 (선거인단)    | 결과 | 당락               |
| ----------- | ------------- | ---- | ------ | ------ | -------------------- | ---- | ------------------ |
| 1970년 선거 | 조지아 주지사 | 76대 | 민주당 | 59.28% | 620,419표            | 1위  | 조지아 주지사 당선 |
| 1976년 선거 | 미국의 대통령 | 39대 | 민주당 | 50.08% | 40,831,881표 (297명) | 1위  |                    |
| 1980년 선거 | 미국의 대통령 | 40대 | 민주당 | 41.02% | 35,483,820표 (49명)  | 2위  | 낙선               |

### 내용주
1. ↑  Eagleton was later replaced on the ticket by Sargent Shriver.[55]

### 참고 자료
- Alter, Jonathan (2020). 《His Very Best – Jimmy Carter, a Life》. Simon & Schuster. ISBN 978-1-5011-2554-6.
- Balmer, Randall (2014). 《Redeemer: The Life of Jimmy Carter》. Basic Books. ISBN 978-0-465-02958-7.
- Biven, W. Carl (2002). 《Jimmy Carter's Economy: Policy in an Age of Limits》. University of North Carolina Press. ISBN 0-8078-6124-3. OCLC 53876246.
- Bourne, Peter G. (1997). 《Jimmy Carter: A Comprehensive Biography From Plains to Post-Presidency》. Scribner. ISBN 978-0-684-19543-8. LCCN 96048593. OL 22339703M.
- Brinkley, Douglas (1998). 《The Unfinished Presidency – Jimmy Carter's Journey Beyond the White House》. Viking Press. ISBN 978-0-670-88006-5. LCCN 98182755. OL 24739261M.
- Carter, Jeff (2012). 《Ancestors of Jimmy and Rosalynn Carter》. McFarland & Co. ISBN 978-0-7864-8954-1. OCLC 802261814.
- Carter, Jimmy (1992). 《Turning Point: A Candidate, a State, and a Nation Come of Age》. Three Rivers Press. ISBN 978-0-8129-2299-8.
- Flippen, J. Brooks (2011). 《Jimmy Carter, the Politics of Family, and the Rise of the Religious Right》. University of Georgia Press. ISBN 978-0-8203-3955-9. OCLC 724088293.
- Frank, Northen Magill (1995). 《Great Events from History II: 1945–1966》. Salem Press. ISBN 978-0-89356-753-8.
- Freeman, Roger A. (1982). 《The Wayward Welfare State》. Hoover Press. ISBN 978-0-8179-7493-0.
- Gherman, Beverly (2004). 《Jimmy Carter》. Lerner Publications. ISBN 0-8225-0816-8. OCLC 51861756.
- Godbold, E. Stanly Jr. (2010). 《Jimmy and Rosalynn Carter: the Georgia Years, 1924–1974》. Oxford University Press. ISBN 978-0-19-977962-8.
- Hambley, Del (2008). 《Presidential Footprints: Inauguration of John Fitzgerald Kennedy, January 20, 1961》. Dog Ear Publishing. ISBN 978-1-59858-815-6. OCLC 678081512.
- Hamilton, Neil A. (2005). 《Presidents: a Biographical Dictionary》 2판. Facts On File. ISBN 978-1-4381-0816-2. OCLC 234178908.
- Hayward, Steven F. (2004). 《The Real Jimmy Carter: How Our Worst Ex-president Undermines American Foreign Policy, Coddles Dictators, and Created the Party of Clinton and Kerry》. Regnery Publishing. ISBN 978-1-59698-278-9. OCLC 836407503. Earl may not have voted for FRD again, but he was not above receiving several New Deal agricultural subsidies as the Depression wore on.
- Hayward, Steven F. (2009). 《The Age of Reagan: the Fall of the Old Liberal Order: 1964–1980》. Crown Publishing Group. ISBN 978-0-307-45370-9.
- Herring, George C. (2008). 《From Colony to Superpower; U.S. Foreign Relations Since 1776》. Oxford University Press. ISBN 978-0-19-507822-0. LCCN 2008007996. OL 19970907M.
- Hobkirk, Lori (2002). 《James Earl Carter: Our Thirty-ninth President》. The Child's World, Inc. ISBN 1-56766-873-9. OCLC 45024331.
- Kaufman, Scott (2016). 《A Companion to Gerald R. Ford and Jimmy Carter》. Wiley. ISBN 978-1-118-90763-4. OCLC 916409068.
- Kaufman, Burton I.; Kaufman, Scott (2006). 《The Presidency of James Earl Carter》 2판. University Press of Kansas. ISBN 978-0-7006-1471-4. OL 7763218M.
- Kaufman, Diane; Kaufman, Scott (2013). 《Historical Dictionary Of the Carter Era》. Rowman & Littlefield. ISBN 978-0-8108-7968-3. OCLC 834614686.
- Marguet, Serge (2022). 《A Brief History of Nuclear Reactor Accidents from Leipzig to Fukushima》. Springer. ISBN 978-3-031-10500-5. OCLC 1366112034.
- Martel, Peter (2008). 《Memoirs of a Hayseed Physicist》. Strategic Book. ISBN 978-1-60693-341-1.
- Morris, Kenneth Earl (1996). 《Jimmy Carter, American Moralist》. University of Georgia Press. ISBN 978-0-8203-1862-2. LCCN 96006350. OL 969764M.
- Mukunda, Gautam (2022). 《Picking Presidents: How to Make the Most Consequential Decision in the World》. University of California Press. ISBN 978-0-520-97703-7. OCLC 1303569935.
- Newton, David E. (2016). 《The Global Water Crisis: a Reference Handbook》. ABC-CLIO. ISBN 978-1-4408-3981-8. OCLC 945976409.
- Nijnatten, Frans van (2012). 《Tussen liberalisme en conservatisme: de verkiezingscampagnes van Jimmy Carter (1962–1980)》 [Between Liberalism and Conservatism: Jimmy Carter's Election Campaigns (1962–1980)] (네덜란드어). Vossiuspers UvA. ISBN 978-90-5629-698-8. OCLC 775137957.
- Panton, Kenneth J. (2022). 《Historical Dictionary of the United States》. Rowman & Littlefield. ISBN 978-1-5381-2419-2. OCLC 1295808727.
- Ryan, Bernard Jr. (2006). 《Jimmy Carter: U.S. President and Humanitarian》. Ferguson Publishing Company. ISBN 978-0-8160-5903-4.
- Schneider, Dorothy; Schneider, Carl J. (2005). 《First Ladies: a Biographical Dictionary》 2판. Infobase. ISBN 978-1-4381-0815-5. OCLC 234178582.
- Thomas, Sunny (1978). 《Jimmy Carter: From Peanuts to Presidency》. Vesta Publications. ISBN 0-919806-61-9. OCLC 6041403.
- Wead, Doug (2005). 《The Raising of a President: The Mothers and Fathers of Our Nation's Leaders》. Atria Books. ISBN 978-1-4165-1307-0.
- Wertheimer, Molly Meijer (2004). 《Inventing a Voice: the Rhetoric of American First Ladies of the Twentieth Century》. Rowman & Littlefield. ISBN 0-7425-2970-3. OCLC 835122766.
- Wooten, James T. (1978). 《Dasher: The Roots and the Rising of Jimmy Carter》. Summit Books. ISBN 0-671-40004-5. OCLC 3481251.
- 《World Book Encyclopedia (Hardcover) [Jimmy Carter entry]》. World Book. January 2001. ISBN 978-0-7166-0101-2.
- Zelizer, Julian E. (2010). 《Jimmy Carter》. Times Books. ISBN 978-0-8050-8957-8. LCCN 2010016818. OL 24804105M.

### 뉴스
- Hingston, Sandy (2016년 4월 24일). “Why This Princeton Football Team Won't Be Suiting Up Next Season”. 《Philadelphia》. 2016년 11월 6일에 원본 문서에서 보존된 문서. 2016년 11월 5일에 확인함.
- Argetsinger, Amy (1996년 6월 5일). “The Class of the Naval Academy Has 50th Reunion”. 《The Washington Post》. 2023년 3월 4일에 확인함.
- Barrow, Bill; Warren, Michael (2023년 11월 20일). “Rosalynn Carter, Outspoken Former First Lady, Dies At 96”. 《Associated Press》. 2024년 9월 24일에 확인함.
- Milnes, Arthur (2009년 1월 28일). “When Jimmy Carter Faced Radioactivity Head-on”. 《Ottawa Citizen》. 2011년 2월 17일에 원본 문서에서 보존된 문서.
- Suciu, Peter (2020년 3월 27일). “Why President Jimmy Carter Got His Very Own Submarine”. 《The National Interest》.
- Berman, Eliza (2022). “A Governor Speaks Out on Race: LIFE's Look at Jimmy Carter, 1971”. 《Life》. 2024년 9월 24일에 확인함.
- “Carter Aims to Create Human Relations Panel”. 《Rome News-Tribune》. 1971년 7월 8일. 2021년 12월 12일에 원본 문서에서 보존된 문서. 2021년 8월 30일에 확인함.
- “Gov. Carter Orders Cuts In Georgia Spending”. 《Rome News-Tribune》. 1971년 7월 14일. 2021년 9월 1일에 원본 문서에서 보존된 문서. 2021년 8월 30일에 확인함.
- “Two Budget Proposals Offered By Gov. Carter to Legislature”. 《Rome News-Tribune》. 1972년 1월 13일. 2021년 12월 12일에 원본 문서에서 보존된 문서. 2021년 8월 30일에 확인함.
- “Reappointment Rejection Could Bring Session”. 《Rome News-Tribune》. 1972년 3월 2일. 2021년 9월 1일에 원본 문서에서 보존된 문서. 2021년 8월 30일에 확인함.
- “Jimmy Carter Battles Plan for Dams – Again”. 《NBC News》. 2008년 7월 28일. 2019년 8월 1일에 원본 문서에서 보존된 문서. 2021년 8월 30일에 확인함.
- “Governors Disagree on School Busing”. 《Rome News-Tribune》. 1973년 2월 1일. 2021년 12월 12일에 원본 문서에서 보존된 문서. 2021년 8월 30일에 확인함.
- “Southern Governors Meeting in Atlanta”. 《Rome News-Tribune》. 1971년 11월 7일. 2021년 12월 12일에 원본 문서에서 보존된 문서. 2021년 8월 30일에 확인함.
- Pilkington, Ed (2013년 11월 11일). “Jimmy Carter Calls for Fresh Moratorium on Death Penalty”. 《The Guardian》. 2023년 7월 5일에 원본 문서에서 보존된 문서. 2021년 8월 30일에 확인함.
- “Carter, Wallace Hold Election Conference”. 《Rome News-Tribune》. 1972년 8월 4일. 2021년 10월 11일에 원본 문서에서 보존된 문서. 2021년 8월 30일에 확인함.
- “Carter Cautions Democrats to Play it Cool on Watergate”. 《Rome News-Tribune》. 1973년 5월 13일. 2021년 8월 17일에 원본 문서에서 보존된 문서. 2021년 8월 30일에 확인함.
- “Carter Off on European Tour”. 《Rome News-Tribune》. 1973년 5월 14일. 2021년 12월 12일에 원본 문서에서 보존된 문서. 2021년 8월 30일에 확인함.

### 웹사이트
- “Plains High School”. National Park Service. 2020년 10월 14일. 2022년 7월 17일에 원본 문서에서 보존된 문서. 2022년 7월 17일에 확인함.
- Rattini, Kristin Baird (2020). “Jimmy Carter”. Georgia Tech Alumni Association. 2023년 11월 6일에 원본 문서에서 보존된 문서. 2023년 8월 21일에 확인함.
- “Former First Lady Rosalynn Carter Passes Away at Age 96”. Carter Center. 2023년 11월 19일. 2023년 11월 19일에 원본 문서에서 보존된 문서. 2023년 11월 19일에 확인함.
- “Jimmy Carter's Naval Service”. 《Jimmy Carter Library and Museum》. 2004년 11월 19일. 2015년 11월 16일에 원본 문서에서 보존된 문서. 2015년 11월 24일에 확인함.
- “James Earl Carter, Jr.”. 《Naval History and Heritage Command》. 1997년 10월 19일. 2023년 2월 20일에 원본 문서에서 보존된 문서. 2023년 2월 20일에 확인함.
- Eckstein, Megan (2015년 3월 9일). “From Ensign to Commander-in-Chief: A Look at the Presidents Who Served in the U.S. Navy Reserve”. 《USNI News》. United States Naval Institute. 2021년 8월 16일에 원본 문서에서 보존된 문서. 2021년 8월 30일에 확인함.
- “Lieutenant James Earl Carter Jr., USN”. 《Naval History and Heritage Command》. 2023년 3월 3일. 2021년 8월 16일에 원본 문서에서 보존된 문서. 2021년 8월 30일에 확인함.
- Donica, Adrienne; Piccotti, Tyler (2018년 3월 27일). “Jimmy Carter”. 《Biography.com》. 2021년 6월 6일에 원본 문서에서 보존된 문서. 2020년 12월 21일에 확인함.
- “Members Of The General Assembly Of Georgia: State Senate and Hous of Representatives – Term 1965–1966”. Georgia General Assembly. February 1965. 2020년 2월 16일에 원본 문서에서 보존된 문서. 2018년 5월 12일에 확인함.
- Sidey, Hugh S. (2012년 1월 22일). “Carter, Jimmy”. World Book. 2012년 4월 27일에 원본 문서에서 보존된 문서.

- 이 문서에는 다음커뮤니케이션(현 카카오)에서 GFDL 또는 CC-SA 라이선스로 배포한 글로벌 세계대백과사전의 내용을 기초로 작성된 글이 포함되어 있습니다.